# Peter Braun-Munzinger
Peter Braun-Munzinger (* 26. August 1946 in Heidelberg) ist ein deutscher Kernphysiker und Hochschullehrer, der sich mit ultrarelativistischen Schwerionenstössen und den dabei erzeugten Quark-Gluon-Plasma befasst.

## Biografie
Braun-Munzinger studierte an der Universität Heidelberg mit dem Diplom 1970 und der Promotion summa cum laude 1972, wobei er als Doktorand Stipendiat der Studienstiftung des Deutschen Volkes war. Als Post-Doktorand war er am Max-Planck-Institut für Kernphysik in Heidelberg und er war ab 1976 Visiting Assistant Professor an der State University of New York at Stony Brook (SUNY), an der er 1978 Assistant Professor, 1980 Associate Professor wurde und 1982 Professor wurde. 1996 bis 2011 war er leitender Wissenschaftler am GSI und Professor an der TU Darmstadt. 2011 bis 2014 war er Helmholtz-Professor am GSI Zentrum für Schwerionenforschung und danach Honorarprofessor in Heidelberg.
Braun-Munzinger war schon 1977 Gastwissenschaftler am Brookhaven National Laboratory (BNL) und 1981 und 1984/85 am GSI in Darmstadt. 1985 bis 1994 war er Sprecher des Schwerionenexperiments AGS E814 und 1991 bis 2003 von dessen Nachfolger AGS E877 am BNL. 1998 bis 2010 war er Projektleiter der Time Projection Chamber (TPC) von ALICE am CERN und ab 2011 Vorsitzender des Collaboration Board von ALICE. Seit 2008 war er wissenschaftlicher Direktor des Extreme Matter Institute (EMMI) der Helmholtz-Gesellschaft.
2001 schlug er mit Johanna Stachel (wie auch unabhängig M. Thews, R. Schroedter, Johann Rafelski) vor, dass es zusätzlich zu dem bis dahin erwarteten Effekt der zunehmenden Unterdrückung der Charmonium Produktion (J/ψ-Meson) im Quark-Gluon-Plasma einen dazu konkurrierenden Prozess verstärkter Charmonium Produktion gibt, da mit zunehmender Kollisionsenergie weit mehr Charm-Quarks gebildet werden als leichte Quarks, aus denen bei der Hadronisierung Charmonium wird.
1984 bis 1987 und 2000 bis 2002 war er Mitherausgeber von Physical Review Letters.

## Ehrungen
2014 erhielt er den Lise-Meitner-Preis, für 2019 wurde ihm die Stern-Gerlach-Medaille zugesprochen. 1994 wurde er Fellow der American Physical Society. 2011 wurde er Mitglied der Academia Europaea. 2023 wählte ihn die Polnische Akademie der Künste und Wissenschaften zum auswärtigen Mitglied.

## Schriften (Auswahl)
- mit Jochen Wambach: The Phase Diagram of Strongly-Interacting Matter, Reviews of Modern Physics, Band 81, 2009, S. 1031–1050, Arxiv
- mit J. Wambach: Extreme Materie, Physik Journal, Band 5, Oktober 2006, S. 41, Online
- J. Alme u. a., ALICE TPC Collaboration:, The ALICE TPC, a large 3-dimensional tracking device with fast read-out for ultra-high multiplicity events, Nucl.  Instr.  Meth.  Phys.  Research A 622, 2010, S. 316
- mit A. Andronic, J. Stachel: Thermal hadron production in relativistic nuclear collisions: the hadron mass spectrum, the horn, and the QCD phase transition, Phys.  Lett. B 673, 2009, S. 142, Arxiv
- B.  B.  Abelev u. a., ALICE  Collaboration:  Centrality,  rapidity and transverse momentum dependence of {\displaystyle J/\psi } suppression in Pb-Pb collisions at {\displaystyle {\sqrt {S}}_{NN}=2{,}76} TeV, Phys. Lett. B 743, 2014, S. 314–327
- B. B.  Abelev u. a., ALICE  Collaboration:  {\displaystyle J/\psi } production  at  low transverse  momentum  in  Pb-Pb  collisions  at {\displaystyle {\sqrt {S}}_{NN}=2,76} TeV,  Phys.  Rev.  Lett., 109, 2012, S. 072301,
- K.  Aamodt  et  al.,  ALICE  Collaboration: Suppression  of  charged  particle production  at  large  transverse  momentum  in  central  Pb-Pb  collisions  at {\displaystyle {\sqrt {S}}_{NN}=2{,}76} TeV,  Phys.   Lett. B 696, 2011, S. 30–39
- mit Johanna Stachel: The quest for the quark gluon plasma, Nature, Band 448, 2007, S. 302–309
- mit A. Andronic, J. Stachel: Hadron production in central nucleus-nucleus collisions at chemical freeze-out, Nuclear Physics A, 772, 2006, S. 167–199, Arxiv
- mit J. Stachel, C. Wetterich:  Chemical freeze-out and  the  QCD  phase  transition  temperature,  Phys.   Lett. B 596, 2004, S. 61, Arxiv
- mit D. Magestro, K. Redlich, J. Stachel: Hadron Production in Au-Au Collisions at RHIC, Phys.  Lett. B 518, 2001, S. 41
- mit J. Stachel: (Non)-Thermal Aspects of Charmonium  Production  and  a  New  Look  at  {\displaystyle J/\psi } Suppression,  Phys. Lett. B 490, 2000, S. 196, Arxiv
- mit I. Heppe, J. Stachel: Chemical Equilibration in  Pb+Pb  Collisions  at  the  SPS,  Phys.    Lett. B 465, 1999, S. 15